# Liste der denkmalgeschützten Objekte in Hornstein (Burgenland)
Die Liste der denkmalgeschützten Objekte in Hornstein enthält die 15 denkmalgeschützten, unbeweglichen Objekte der Marktgemeinde Hornstein im Burgenland.

## Denkmäler
| Foto |                 | Denkmal                                                                                 | Standort                                                 | Beschreibung | Metadaten |
| ---- | --------------- | --------------------------------------------------------------------------------------- | -------------------------------------------------------- | --- | --- |
| ja   | Datei hochladen | Figurenbildstock, Ecce Homo HERIS-ID: 62498 Objekt-ID: 75054                            | Eisenstädter Straße Standort KG: Hornstein               | Die auch Dickov Bog genannte Figur wurde 1722 aufgestellt. | BDA-Hist.: Q38100054 Status: § 2a Stand der BDA-Liste: 2025-06-30 Name: Figurenbildstock, Ecce Homo GstNr.: 629                                                                          |
| ja   | Datei hochladen | Annasäule HERIS-ID: 29142 Objekt-ID: 25774                                              | Friedhofgasse Standort KG: Hornstein                     | Eine Säule am Weg zum Friedhof aus dem 18. Jahrhundert. | BDA-Hist.: Q37924396 Status: § 2a Stand der BDA-Liste: 2025-06-30 Name: Annasäule GstNr.: 4785/3                                                                                         |
| ja   | Datei hochladen | Friedhof mit Karner, Kapelle und drei Friedhofskreuzen HERIS-ID: 29137 Objekt-ID: 25769 | Friedhofgasse Standort KG: Hornstein                     | Die Friedhofskapelle zum Blutschwitzenden Heiland ist ein einfacher barocker Bau mit einem geschweiften Giebel. Ein Friedhofskreuz ist ein Steinpfeiler mit der Figur des kreuztragenden Christus und datiert mit 1810. Das zweite Friedhofskreuz besteht aus einem klassizistischen Steinpfeiler mit Kruzifix und stammt aus dem ersten Viertel des 19. Jahrhunderts. Das dritte ist ein Vierkantpfeiler mit Kruzifix und entstand um 1850. | BDA-Hist.: Q37924335 Status: § 2a Stand der BDA-Liste: 2025-06-30 Name: Friedhof mit Karner, Kapelle und drei Friedhofskreuzen GstNr.: 4786                                              |
| ja   | Datei hochladen | Pietà-Säule HERIS-ID: 29141 Objekt-ID: 25773                                            | Linke Hauptzeile Standort KG: Hornstein                  | Eine laubumwundene Säule mit einer plastischen Doppelgruppe der Pietà. Im Kreuz datiert mit 1715 oder 1745. | BDA-Hist.: Q37924382 Status: § 2a Stand der BDA-Liste: 2025-06-30 Name: Pietà-Säule GstNr.: 357/1 Pestsäule Hornstein                                                                    |
| ja   | Datei hochladen | Ehem. Esterházy'sches Gutsverwaltungsgebäude HERIS-ID: 29133 Objekt-ID: 25765           | Linke Hauptzeile 29 Standort KG: Hornstein               | Ein zweigeschoßiger, vierachsiger Bau mit zwei Wirtschaftsflügel und schmalen Hof aus dem 18. Jahrhundert. Die ältesten Mauerteile gehen auf 1650 zurück. | BDA-Hist.: Q37924281 Status: Bescheid Stand der BDA-Liste: 2025-06-30 Name: Ehem. Esterházy'sches Gutsverwaltungsgebäude GstNr.: 85, 91 Esterhazysches Gutsverwaltungsgebäude, Hornstein |
| ja   | Datei hochladen | Wirtschaftsgebäude Kreuzstadl HERIS-ID: 112403 Objekt-ID: 130580seit 2015               | Lorettostraße 5 Standort KG: Hornstein                   | Der ehemalige Esterházy’sche Meierhof wurde schon 1647 erwähnt und nach der Zerstörung im Krieg gegen die Osmanen 1683 wiederaufgebaut. | BDA-Hist.: Q37830655 Status: Bescheid Stand der BDA-Liste: 2025-06-30 Name: Wirtschaftsgebäude Kreuzstadl GstNr.: 102/5 Kreuzstadl, Hornstein                                            |
| ja   | Datei hochladen | Altes Schul- und Gerichtsgebäude HERIS-ID: 29132 Objekt-ID: 25764                       | Ortsmitte 2 Standort KG: Hornstein                       | Der zweigeschoßige Bau 1852 erbaut. An dieser Stelle befand sich schon 1647 eine Schule. | BDA-Hist.: Q37924268 Status: Bescheid Stand der BDA-Liste: 2025-06-30 Name: Altes Schul- und Gerichtsgebäude GstNr.: 354 Schul- und Gerichtsgebäude (Hornstein)                          |
| ja   | Datei hochladen | Pranger HERIS-ID: 29138 Objekt-ID: 25770                                                | neben Ortsmitte 3 Standort KG: Hornstein                 | Pranger mit Steinkugel neben der alten Volksschule. | BDA-Hist.: Q37924346 Status: § 2a Stand der BDA-Liste: 2025-06-30 Name: Pranger GstNr.: 354 Pranger Hornstein                                                                            |
| ja   | Datei hochladen | Rathaus HERIS-ID: 29135 Objekt-ID: 25767                                                | Rathausplatz 1 Standort KG: Hornstein                    | Das Rathaus wurde 1927/28 erbaut. | BDA-Hist.: Q37924307 Status: § 2a Stand der BDA-Liste: 2025-06-30 Name: Rathaus GstNr.: 351                                                                                              |
| ja   | Datei hochladen | Kath. Pfarrkirche, hl. Anna HERIS-ID: 29130 Objekt-ID: 25762                            | Rechte Hauptzeile Standort KG: Hornstein                 | Ein schlichter Sakralbau mit Fassadenturm aus dem Jahr 1782. Der Hochaltar, geweiht 1803, besteht aus einem freistehenden Rokokotabernakel und einem großen Altarbild an der Wand, welches die hl. Anna und Maria darstellt. | BDA-Hist.: Q22304929 Status: § 2a Stand der BDA-Liste: 2025-06-30 Name: Kath. Pfarrkirche, hl. Anna GstNr.: 356 Pfarrkirche St. Anna, Hornstein                                          |
| ja   | Datei hochladen | Wohnhaus, ehem. Esterházy'sches Forsthaus HERIS-ID: 29131 Objekt-ID: 25763              | Rechte Hauptzeile 22 Standort KG: Hornstein              | Ein zweigeschoßiger, vierachsiger Bau aus dem 18. Jahrhundert. | BDA-Hist.: Q37924253 Status: Bescheid Stand der BDA-Liste: 2025-06-30 Name: Wohnhaus, ehem. Esterházy'sches Forsthaus GstNr.: 312                                                        |
| ja   | Datei hochladen | Burgruine HERIS-ID: 29134 Objekt-ID: 25766                                              | Schlossberg Standort KG: Hornstein                       | Am Abhang des Leithagebirges östlich der Marktgemeinde stand eine Burg, die vermutlich bereits um 1463 zerstört wurde. Grundmauern und Reste von aufrechtem Mauerwerk sind bis heute erhalten geblieben. | BDA-Hist.: Q37924297 Status: § 2a Stand der BDA-Liste: 2025-06-30 Name: Burgruine GstNr.: 5082/1 Ruine Hornstein, Burgenland                                                             |
| ja   | Datei hochladen | Cholerakreuz HERIS-ID: 29143 Objekt-ID: 25775                                           | Schneckengasse / Sonnenbergstraße Standort KG: Hornstein | Das Cholerakreuz im östlichen Teil der Marktgemeinde ist mit 1832 bezeichnet. | BDA-Hist.: Q37924411 Status: § 2a Stand der BDA-Liste: 2025-06-30 Name: Cholerakreuz GstNr.: 212/1                                                                                       |
| ja   | Datei hochladen | Figurenbildstock hl. Johannes Nepomuk HERIS-ID: 29140 Objekt-ID: 25772seit 2014         | Wiener Straße Standort KG: Hornstein                     | Der Bildstock des hl. Johannes Nepomuk neben der Theresienkapelle stammt aus der Zeit um 1800. | BDA-Hist.: Q37924369 Status: Bescheid Stand der BDA-Liste: 2025-06-30 Name: Figurenbildstock hl. Johannes Nepomuk GstNr.: 3533                                                           |
| ja   | Datei hochladen | Theresienkapelle HERIS-ID: 29139 Objekt-ID: 25771seit 2015                              | Wiener Straße Standort KG: Hornstein                     | Die neogotische Theresienkapelle wurde 1877 erbaut und 1956 restauriert. | BDA-Hist.: Q37924356 Status: Bescheid Stand der BDA-Liste: 2025-06-30 Name: Theresienkapelle GstNr.: 3533                                                                                |